# Scotorythra macrosoma
Scotorythra macrosoma là một loài bướm đêm trong họ Geometridae.